# Brighton International 1984
Il Brighton International 1984 è stato un torneo femminile di tennis giocato sul sintetico indoor. È stata la 7ª edizione del Brighton International, che fa parte del Virginia Slims World Championship Series 1984. Si è giocato a Brighton in Gran Bretagna, dal 22 al 28 ottobre 1984.

## Campionesse

### Singolare
Sylvia Hanika ha battuto in finale  Joanne Russell con il punteggio di 6–3, 1–6, 6–2

### Doppio
Alycia Moulton /  Paula Smith hanno battuto in finale  Barbara Potter /  Sharon Walsh con il punteggio di 6–7, 6–3, 7–5